# Distretto militare dell'Impero russo
Il distretto militare dell'Impero russo (in russo Вое́нный о́круг?, Voyenny okrug) era una suddivisione territoriale utilizzata nell'ambito dell'organica militare e degli stabilimenti militari locali per gestire meglio l'esercito e l'addestramento delle unità.

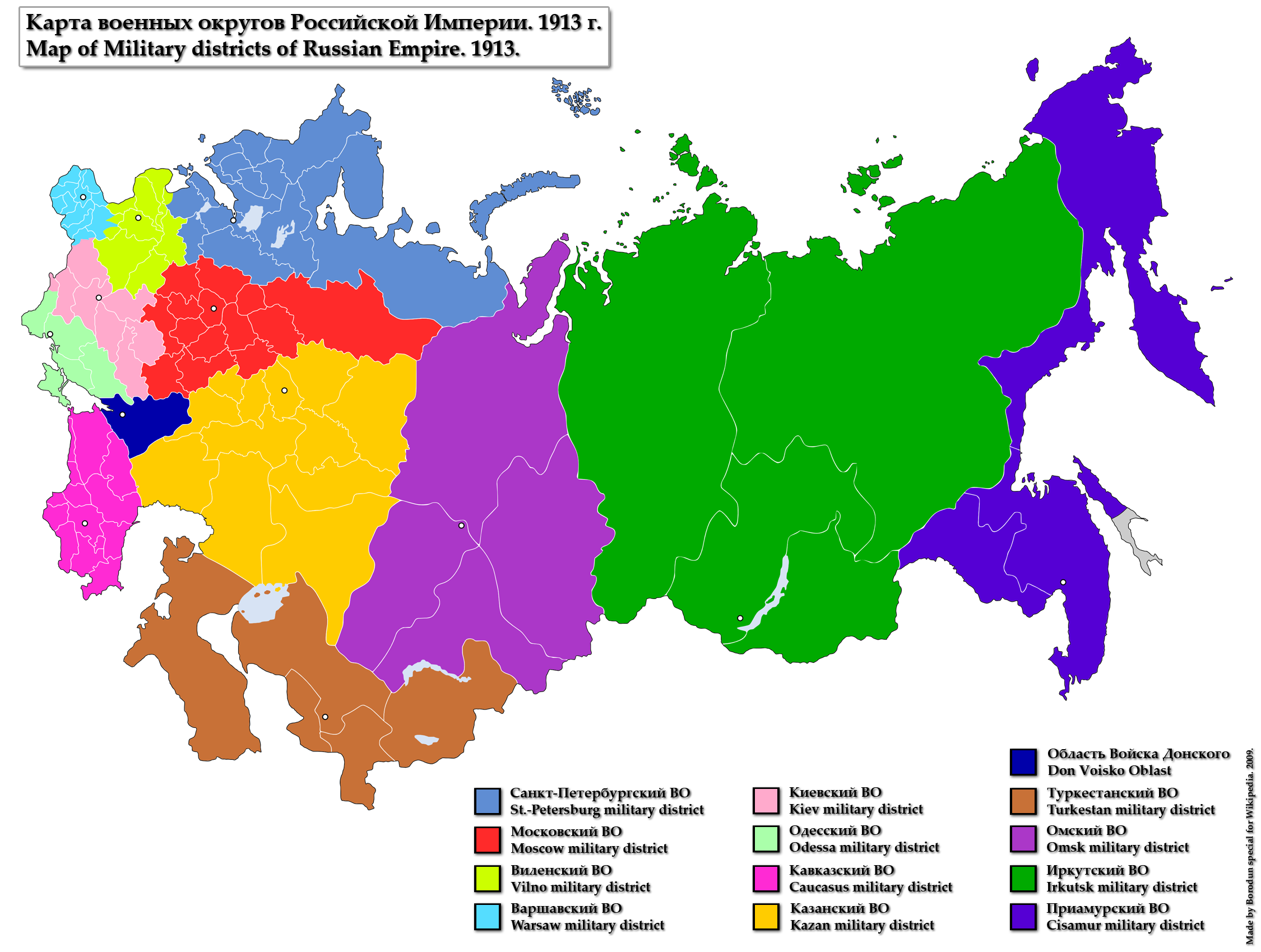
Distretti militari dell'Impero russo nel 1913.

## Storia
I distretti militari furono istituiti da Dmitry Milyutin tra il 1862 e il 1864 per rimpiazzare gli Ispettorati militari e includevano le gubernija e gli uyezds. Nel 1892 c'erano 13 distretti militari e una regione con lo status di distretto militare; ma durante la prima guerra mondiale il distretto militare di Vilnius venne separato in due distretti: Dvina e Minsk.

## Organizzazione
Il comandante del distretto militare era nominato dalle truppe, nel distretto militare di Pietroburgo dal comandante in capo, ovvero lo zar con le istituzioni militari a lui subordinate.
In alcune regioni il comandante del distretto era anche governatore generale.
Il controllo del distretto militare spettava al consiglio militare e al personale del distretto.

## Elenco

### 1862-1918
- Distretto militare di Pietroburgo (Петербу́ргский вое́нный о́круг) - San Pietroburgo, Olonec, Arcangelo, Novgorod, Pskov, Estonia e quattro uyezds della Livonia (Pernov, Fellinskiy, Valkskiy e Verrosskiy)
- Distretto militare di Vilnius (Ви́ленский вое́нный о́круг) - Vilnius, Grodno, Kaunas, Curlandia, la maggior parte della Livonia, Vitebsk, Mogilev, Minsk e Suwałki (senza lo Shchuchinsk)
- Distretto militare di Varsavia (Варша́вский вое́нный о́круг) - Regno del Congresso senza Suwałki nel distretto militare di Vilnius
- Distretto militare di Kiev (Ки́евский вое́нный о́круг) - Kiev, Podolia, Volinia, Cernigov, Poltava, Char'kov, Kursk
- Distretto militare di Odessa (Оде́сский вое́нный о́круг) - Bessarabia, Cherson, Ekaterinoslav, Tauride
- Distretto militare di Mosca (Моско́вский вое́нный о́круг) - Mosca, Smolensk, Tver', Jaroslavl', Kostroma, Vologda, Vladimir, Nizhnij-Novgorod, Kaluga, Tula, Rjazan', Orel, Tambov, Voronez
- Distretto militare di Kazan (Каза́нский вое́нный о́круг) - Kazan, Vjatka, Perm, Ufa, Simbirsk, Samara, Penza, Saratov, Astrachan (con i cosacchi dell'Ural, di Orenburg e di Astrachan)
- Distretto militare del Caucaso (Кавка́зский вое́нный о́круг) - Stavropol con il Caucaso e la Transcaucasia (comprese i cosacchi del Kuban' e di Terek)
- Distretto militare del Turkestan (Туркеста́нский вое́нный о́круг) - la regione (область): Syrdar (con la suddivisione Amu Darya), Samarcanda e Fergana
- Distretto militare di Omsk (О́мский вое́нный о́круг) - Tobol'sk e Tomsk, le regioni di Akmolinsk, Semipalatinsk e Semirec'e (con le truppe cosacche stazionate in quei territori).
- Distretto militare di Irkutsk (Ирку́тский вое́нный о́круг) - Irkutsk e Yeniseysk e la regione di Jakutsk (con le truppe cosacche stazionate in quei territori).
- Distretto militare dell'Amur (Аму́рский вое́нный о́круг) - regioni del Transbajkal, Amur (con le truppe cosacche stazionate in quei territori), della costa del Pacifico e l'isola di Sachalin
- Don Host Oblast[non chiaro], Nel distretto militare di Donskoy il diritto e la responsabilità del comandante delle forze e del governatore generale erano affidati all'atamano; il controllo del distretto militare consisteva nel personale ospitante e nell'amministrazione di Don Cossack.

### 1864-1914
- Distretto militare finlandese (Финля́ндский вое́нный о́круг) - comprendeva le otto province del Granducato di Finlandia. Venne incorporato nel distretto militare di Pietroburgo nel 1905.
- Distretto militare di Charkiv (1864–1888)
- Distretto militare di Riga (1864–1870)
- Distretto militare di Orenburg (1865–1881)
- Distretto militare della Siberia occidentale (1822–1882)
- Distretto militare della Siberia orientale (1865–1884)
- Distretto militare siberiano (1899–1906)
- Oblast' della Transcaspia (1890–1899)